# Exostema selleanum
Exostema selleanum är en måreväxtart som beskrevs av Ignatz Urban och Erik Leonard Ekman. Exostema selleanum ingår i släktet Exostema och familjen måreväxter.
Artens utbredningsområde är Haiti. Inga underarter finns listade i Catalogue of Life.